# Giões
Giões es una freguesia portuguesa del municipio de Alcoutim, con 65,95 km² de área y 307 habitantes (2001). Densidad: 4,7 hab/km².
- Datos: Q1980992
- Multimedia: Giões / Q1980992